# Наполеон (филм, 2023)
„Наполеон“ (на английски: Napoleon) е епичен исторически филм от 2023 г. на режисьора Ридли Скот, сценарият е на Дейвид Скарпа, а главната роля на Наполеон се изпълнява от Хоакин Финикс. Световната премиера на филма е в зала „Плейел“ в Париж на 14 ноември 2023 г., а премиерата на филма излиза на 22 ноември 2023 г. в САЩ и Великобритания.

## Актьорски състав
- Хоакин Финикс – Наполеон Бонапарт, император на Франция[7]
- Ванеса Кърби – Жозефин дьо Боарне, първата съпруга на Наполеон
- Таар Раим – Пол Барас
- Бен Майлс – Арманд Коленкурт[8]
- Людивин Сание – Мадам Талиен[9]
- Матю Нийдхам – Лусиен Бонапарт, брат на Наполеон[10]
- Джон Холингуърт – Мишел Ней[11]
- Юсеф Керкур – Луи Даву[12]
- Фил Корнуел – Шарл-Хенри Сансон[13]
- Едуард Филиопнат – Александър I, цар на Русия
- Иън МакНийс – Луи XVIII
- Рупърт Еверет – Артър Уелсли, херцог Уелингтън[14]
- Пол Райс – Шарл Морис дьо Талейран[15]
- Катрин Уокър – Мария-Антоанета
- Гейвин Споукс – Мулин
- Марк Бонар – Жан-Андош Жюно[16]
- Ана Моун – Мария-Луиза Австрийска
- Давид Тучи – Лазар Ош
- Сам Крейн – Жак-Луи Давид
- Скот Хенди – Луи Бертие